# Hafizh Syahrin

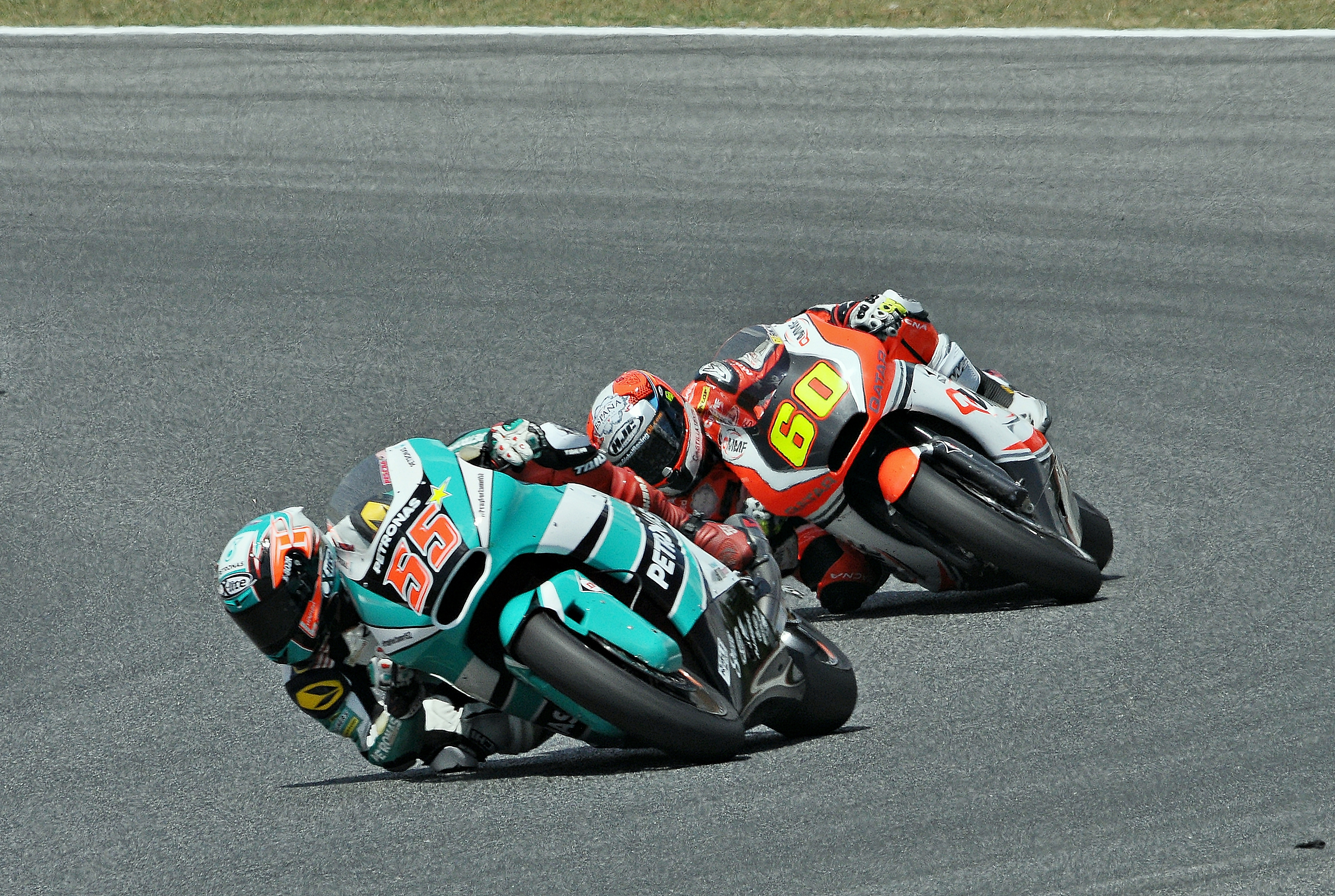
Hafizh Syahrin (voorgrond) op het Circuit de Barcelona-Catalunya in 2015.

Hafizh Syahrin Abdullah (Selangor, 5 mei 1994) is een Maleisisch motorcoureur.

## Carrière
Syahrin begon zijn motorsportcarrière op negenjarige leeftijd in de pocket bikes. In 2007 debuteerde hij in het Club Max-kampioenschap, waarin hij tweede werd. In 2009 werd hij kampioen in het debutantenklassement van het Maleisische Underbones-kampioenschap en behaalde ook enkele podiumplaatsen in het hoofdklassement. In 2010 maakte hij de overstap naar het Aziatisch kampioenschap wegrace en werd twaalfde in de Supersport-klasse. In het daaropvolgende jaar behaalde hij een vierde plaats in deze klasse. Dat jaar debuteerde hij tevens in het wereldkampioenschap wegrace en werd met een wildcard in de Moto2-klasse twintigste in zijn thuisrace op een Moriwaki.
In 2012 maakte Syahrin de overstap naar het Spaanse Moto2-kampioenschap en werd zesde in de eindstand. Tevens kwam hij dat jaar opnieuw uit in zijn thuisrace in het wereldkampioenschap Moto2 op een FTR. Halverwege de race lag hij aan de leiding, maar uiteindelijk finishte hij als vierde. Een jaar later werd dit omgezet naar een derde plaats vanwege de dopingschorsing van Anthony West. In 2013 reed hij opnieuw in de Spaanse Moto2, waar hij twee races won en derde werd in het klassement. In het wereldkampioenschap Moto2 reed hij op een Kalex vier wildcardraces in Frankrijk, Catalonië, Maleisië en Valencia, waarin hij met een vijftiende plaats in zijn thuisrace één punt scoorde.
In 2014 maakte Syahrin de fulltime overstap naar het wereldkampioenschap Moto2, waarin hij voor het team Petronas Raceline Malaysia op een Kalex reed. Hij kende een goed debuutseizoen, waarin een zevende plaats in de Grand Prix van Indianapolis zijn beste resultaat was. Met 42 punten eindigde hij als negentiende in het kampioenschap. In 2015 behaalde hij betere resultaten, met een vijfde plaats in Japan als hoogtepunt. Hij verbeterde zichzelf naar de zestiende plaats in de eindstand met 64 punten.
In 2016 verbeterde Syahrin zich flink, met drie vierde plaatsen in Qatar, Catalonië en Groot-Brittannië als hoogtepunten. Hij behaalde 118 punten, waardoor hij negende werd in de eindstand. In 2017 was zijn beste klassering in de eerste seizoenshelft een achtste plaats, maar in de Grand Prix van San Marino mocht hij voor het eerst officieel op het podium staan van een Moto2-race met een tweede plaats achter Thomas Lüthi. Ook in de Grand Prix van Japan behaalde hij met een derde plaats een podium en werd zo tiende in het klassement met 106 punten.
In 2018 zou Syahrin oorspronkelijk in de Moto2 blijven rijden. Doordat Jonas Folger vanwege ziekte het volledige seizoen 2018 echter moest missen, werd Syahrin opgeroepen als zijn vervanger, waardoor hij voor het team Tech 3 op een Yamaha zijn MotoGP-debuut mocht maken.
Eind 2019 gaat Syahrin samen met MotoGP-coureur Franco Morbidelli en WSBK-coureur Michael van der Mark voor het Yamaha Sepang Racing Team meedoen aan de 8 uur van Sepang in het EWC kampioenschap. Ook gaat Syahrin hetzelfde weekend de laatste ronde van het FIA WTCR/Oscaro wereldkampioenschap racen in de Volkswagen Golf GTI TCR voor het Liqui Moly Team Engstler.